# Viadeo
Viadeo.com è una rete sociale orientata al business di proprietà di Viadeo S.A. società anonima con sede a Parigi.
Viadeo è una piattaforma dedicata alle relazioni professionali, principale concorrente di Linkedin; è localizzata in sei lingue e oltre Parigi è presente a Londra, Madrid e Barcellona, Milano, Pechino, Nuova Delhi, Città del Messico e Montréal.
La società impiega 200 lavoratori dipendenti.

## Azienda
Nel 2000 nasce Agregator un club di imprenditori basato sulla condivisione di interessi finanziari (equity swap del capitale), per agevolare gli scambi tra i soci del club (la condivisione dei contatti e di esperienze), fondato da Dan Serfaty, Thierry Lunati e che decidono di creare una piattaforma Internet di relazioni formali.
Nel giugno 2004 fu lanciato Viaduc.com fu come business club riconducibile a 200 imprenditori per incoraggiare l'attività di networking tra i soci, e per creare una rete di contatti di business di fiducia, perseguendo l'obiettivo finale di sviluppare nuove opportunità di business.
Nel settembre 2006 stringe un accordo con Tianji, la più importante piattaforma di business network della Cina, che conta quasi un milione di iscritti.
Nel novembre 2006 Viaduc diventa Viadeo. Il sito web è tradotto in 6 lingue europee (inglese, tedesco, olandese, portoghese, spagnolo e italiano) con apertura di uffici in Inghilterra, Italia e Spagna.
Nel maggio 2007 l'avvio di Euro-Cina Link, servizio disponibile in inglese per favorire gli scambi tra i membri di Viadeo ed i membri della rete Tianji.
Nel novembre 2007 Viadeo insieme a Google lancia OpenSocial, per la diffusione delle applicazioni sociali sul Web.
Nel giugno 2020, Viadeo si associa al sito Le Journal du Net (JDN). Viene annunciato un riprogettazione del sito, resa necessaria dall'evoluzione tecnica, che per motivi legati alla complessità la società non era stata in grado di affrontare sino a quel momento.

## Acquisizioni
Nel dicembre 2007 l'annuncio della sua acquisizione del partner cinese Tianji.com, con più di 2 milioni di membri.
Nel luglio 2008 ha acquisito il network spagnolo ICTNet, l'Istituto Catalano di Tecnologia, che riunisce quasi 300 000 membri.
All'inizio del 2009 ha acquisito il network indiano Apna-Circle e nell'ottobre dello stesso anno il network canadese Unyk.